# Émile Le Caill
 (mai 2013).
Si vous disposez d'ouvrages ou d'articles de référence ou si vous connaissez des sites web de qualité traitant du thème abordé ici, merci de compléter l'article en donnant les références utiles à sa vérifiabilité et en les liant à la section « Notes et références ».
Pour les articles homonymes, voir Le Caill.
Émile Le Caill, né à Papeete le 21 mars 1919, où il est décédé le 13 octobre 1985, est un homme politique polynésien.

## Biographie
Charpentier de marine de formation, il s'intéresse à la vie politique polynésienne. Il est conseiller municipal de Papeete de 1948 à 1967. Après avoir été proche de Pouvanaa, il s'en éloigne et finit par le combattre. Conseiller du gouvernement de 1958 à 1979 par intermittence, il est également secrétaire général de la chambre d'agriculture jusqu'en 1985. En 1977 il était chargé des Finances et de l'économie rurale. Intéressé par le sport, il devient vice-président de l'association sportive Excelsior. Il s'implique dans l'enseignement catholique et devient président de la fédération des APEL de 1964 à 1967.